# Andare per andare
Andare per andare è una   canzone del gruppo musicale italiano Premiata Forneria Marconi, contenuta nell'album Ulisse del 1997.

## Il brano
Il brano, liberamente ispirato all'Odissea di Omero, racconta di un viaggio immaginario che può essere paragonato a quello di Ulisse.  
La canzone rompe un lungo periodo di inattività del gruppo.